# Homonnai kastély
A homonnai kastély vagy homonnai várkastély (szlovákul: Humenský zámok) a Drugethek egykori székhelye Homonnán. Eredetileg reneszánsz stílusban épült, majd az Andrássyak újbarokk stílusban átalakították. Ma a Vihorláti Múzeumnak ad helyet, 1963-tól Szlovákia kulturális örökségének része az épületet körülvevő parkkal együtt. A homonnai kastély az egyik legnagyobb és legkiterjedtebb kastély Szlovákiában.

## Története
A kastély helyén már a középkorban állt egy árokkal körülvett vár, ami Petenye fia Péter birtokában volt. Ennek az erődítménynek a nyomaira az 1966-ban végzett felújítási munkálatok során találtak. A várkastélyt 1449-ben említik először, amikor husziták foglalták el, ezt követően tűz ütött ki.
A régi várkastély 1619-ben teljesen leégett, ekkor épült a reprezentatív célt szolgáló kastély, amely egészen 1684-ig a Drugethek tulajdona volt. Hozzájuk fűződik egy legenda egy átjáróról a kastély és Jeszenő vára között (mintegy 3 km-re). Bár nem tudni, valóban készült-e ilyen menekülő útvonal, a kastély környéki feltárások során találtak egy járatot a vár irányában, ám ez 50 méter után véget ér. A várban is megtalálták egy földalatti járat nyomait, de ez is csak néhány méter hosszúságú.
Házasság útján a kastély először a Zichy családhoz, majd a Csákyakhoz került. 1812-ben Andrássy Károly gróf és Szapáry Etelka grófnő házassága révén lett az Andrássyak birtoka. Ők a francia barokk kastélyok mintájára alakították át.
A kastély 1946-ban egy tűzvész során megrongálódott, a helyreállítás után 1950 és 1953 között az Állami Orosz Gimnáziumnak adott otthont, majd újabb felújításokat követően 1971-ben nyílt meg itt a Vihorláti Múzeum első állandó kiállítása.

## Felépítése
A kastély négyszög alapú, árkádokkal körülvett belső udvarral, amely formáját a 17. században szerezte. A kastély négy sarkán szögletes tornyok állnak, a déli szárny közepén pedig egy magasabb torony áll a kastély kapujával, amelyhez az egykori árok felett csapóhíd vezetett. Egy eredeti ábrázolás alapján a kastély padlással és lapos tetőszerkezettel rendelkezett.
Nagyobb átépítésre a 18. század második felében került sor, amikor az udvar déli oldalára balusztrádos erkélyt építettek, és befalazták az árkádokat. A külső homlokzaton kicserélték az ablakok alakját, megkezdték a padlás eltávolítását, és zsindelytetőt emeltek a kastélyra. Csáky István megrendelésére falfestményekkel díszítették a kastély belsejét, ezeket feltehetően Martin Johann Schmidt osztrák festő készítette.
A kastélyt már az Andrássyak építették át a jelenlegi újbarokk formájára, és ők hozták létre a kastély körüli parkot is. A kastélyon belül átépítették a könyvtárat és további helyiségeket is, a déli szárny szobáiba kandallókat raktak.
A kastély a második világháború során megsérült, majd 1946-ban tűz emésztette fel a zsindelytetőt. A tetőt átmenetileg kijavították, majd 1964 és 1971 között teljesen felújították. A kastélyt 1971-ben adták át. Nagyobb felújításra 2015–16-ban került sor, amikor a réztetőt alumíniumra cserélték, és helyreállították a kastély külső homlokzatát, az ablakokat, a címereket, a csapóhidat, és kicserélték a kaput. A felújítás második szakasza 2019-ben vette kezdetét, ennek része az ablakok cseréje, valamint a belső udvarra néző homlokzat és erkély renoválása.

## Múzeum
A helyi önkormányzat 1960-ban döntött úgy, hogy a felújítás alatt álló kastély épülete egy múzeumnak ad majd otthont. A Vihorláti Múzeum tárlata a 70-es és 80-as években bővült ki jelentősen, ma már több, mint százezer kiállítási tárgyat vonultat fel. Az állandó kiállítások a nemesi életet és a népi mesterségeket mutatják be, emellett festőművészeti és természettudományi kiállításoknak is otthont ad a múzeum. A múzeum külön érdekessége a magyar királygaléria, illetve a kelta-dák pénzérmékből álló kincs.